# خانمی برای یک روز
خانمی برای یک روز (به انگلیسی: Lady for a Day) فیلم کمدی-درامی ۹۶ دقیقه‌ای به کارگردانی فرانک کاپرا با بازی می روبسون محصول سال ۱۹۳۳ است.